# Планк (космическая обсерватория)
Планк — астрономический спутник Европейского космического агентства (ЕКА), созданный для изучения вариаций космического микроволнового фона — реликтового излучения.
Запущен 14 мая 2009 года ракетой-носителем «Ариан-5».
В период с сентября 2009 по ноябрь 2010 года «Планк» успешно закончил основную часть своей исследовательской миссии, перейдя к дополнительной, завершившейся 23 октября 2013 года.

## Цели
Миссия имеет широкий спектр научных целей:
- Исследования распределения интенсивности и поляризации реликтового излучения с высоким разрешением.
- Создание каталога скоплений галактик через эффект Сюняева — Зельдовича.
- Наблюдения гравитационного линзирования Реликтового излучения, а также комплексного эффекта Сакса-Вольфа.
- Наблюдения ярких внегалактических радиоисточников (активных галактических ядер) и инфракрасных (галактических пылевых) источников.
- Наблюдения Млечного Пути, в том числе местной межзвёздной среды, распределения синхротронного излучения и измерения галактического магнитного поля.
- Изучение Солнечной системы, в том числе планет, астероидов, комет и зодиакального света.

## Инструменты
«Планк» оснащен внеосевым телескопом системы Грегори. Главное зеркало имеет размер 1,9 × 1,5 м. Поскольку зеркало наклонено по отношению ко входящему пучку, апертура телескопа остается 1,5 м. Вторичное зеркало имеет размер 1,1 × 1,0 м. Оно фокусирует собранное излучение на два прибора: Низкочастотный приёмник (LFI) (30÷70 ГГц или примерно 4÷10 мм) и Высокочастотный приёмник (HFI) (100÷857 ГГц или примерно 0,35÷1 мм). Оба прибора могут обнаруживать общую интенсивность и поляризацию фотонов.

### Низкочастотный приёмник (LFI)
| Частота (ГГц) | Полоса пропускания ({\displaystyle \Delta \nu /\nu }) | Разрешение (arcmin) | Чувствительность (общая интенсивность) {\displaystyle \Delta T/T}, 14 месяцев наблюдения (10−6) | Чувствительность (поляризация) {\displaystyle \Delta T/T}, 14 месяцев наблюдения (10−6) |
| ------------- | ----------------------------------------------------- | ------------------- | ----------------------------------------------------------------------------------------------- | --------------------------------------------------------------------------------------- |
| 30            | 0,2                                                   | 33                  | 2,0                                                                                             | 2,8                                                                                     |
| 44            | 0,2                                                   | 24                  | 2,7                                                                                             | 3,9                                                                                     |
| 70            | 0,2                                                   | 14                  | 4,7                                                                                             | 6,7                                                                                     |

Низкочастотный приёмник (LFI) представляет собой массив из 22 микроволновых радиоприёмников, которые функционируют при температуре 20 К (−253 °C). Эти радиометры работают в трёх частотных каналах, в интервале между 30 и 70 ГГц. Используются высокочувствительные микроволновые усилители, которые работают так же, как транзисторные радиоприёмники. Транзисторы усиливают сигнал, собранный антенной, а усиленный сигнал затем преобразуется в напряжение. Сигнал на выходе пропорционален температуре объекта. Приёмник спроектирован и изготовлен компанией Elektrobit в Финляндии.

### Высокочастотный приёмник (HFI)
| Частота (ГГц) | Полоса пропускания ({\displaystyle \Delta \nu /\nu }) | Разрешение (arcmin) | Чувствительность (общая интенсивность) {\displaystyle \Delta T/T}, 14 месяцев наблюдения (10−6) | Чувствительность (поляризация) {\displaystyle \Delta T/T}, 14 месяцев наблюдения (10−6) |
| ------------- | ----------------------------------------------------- | ------------------- | ----------------------------------------------------------------------------------------------- | --------------------------------------------------------------------------------------- |
| 100           | 0,33                                                  | 10                  | 2,5                                                                                             | 4,0                                                                                     |
| 143           | 0,33                                                  | 7,1                 | 2,2                                                                                             | 4,2                                                                                     |
| 217           | 0,33                                                  | 5,5                 | 4,8                                                                                             | 9,8                                                                                     |
| 353           | 0,33                                                  | 5,0                 | 14,7                                                                                            | 29,8                                                                                    |
| 545           | 0,33                                                  | 5,0                 | 147                                                                                             | н/д                                                                                     |
| 857           | 0,33                                                  | 5,0                 | 6700                                                                                            | н/д                                                                                     |

Высокочастотный приёмник (HFI) — массив из 54 болометрических детекторов, которые преобразуют принятое излучения в тепло. Количество тепла затем измеряется электрическим термометром, сигнал с которого преобразуется в температуру с помощью компьютера. HFI детекторы работают в шести частотных каналах в интервале от 100 до 857 ГГц. Они охлаждены практически до абсолютного нуля, работая при температуре −273 °C (то есть только на одну десятую градуса выше абсолютного нуля).

## Полёт

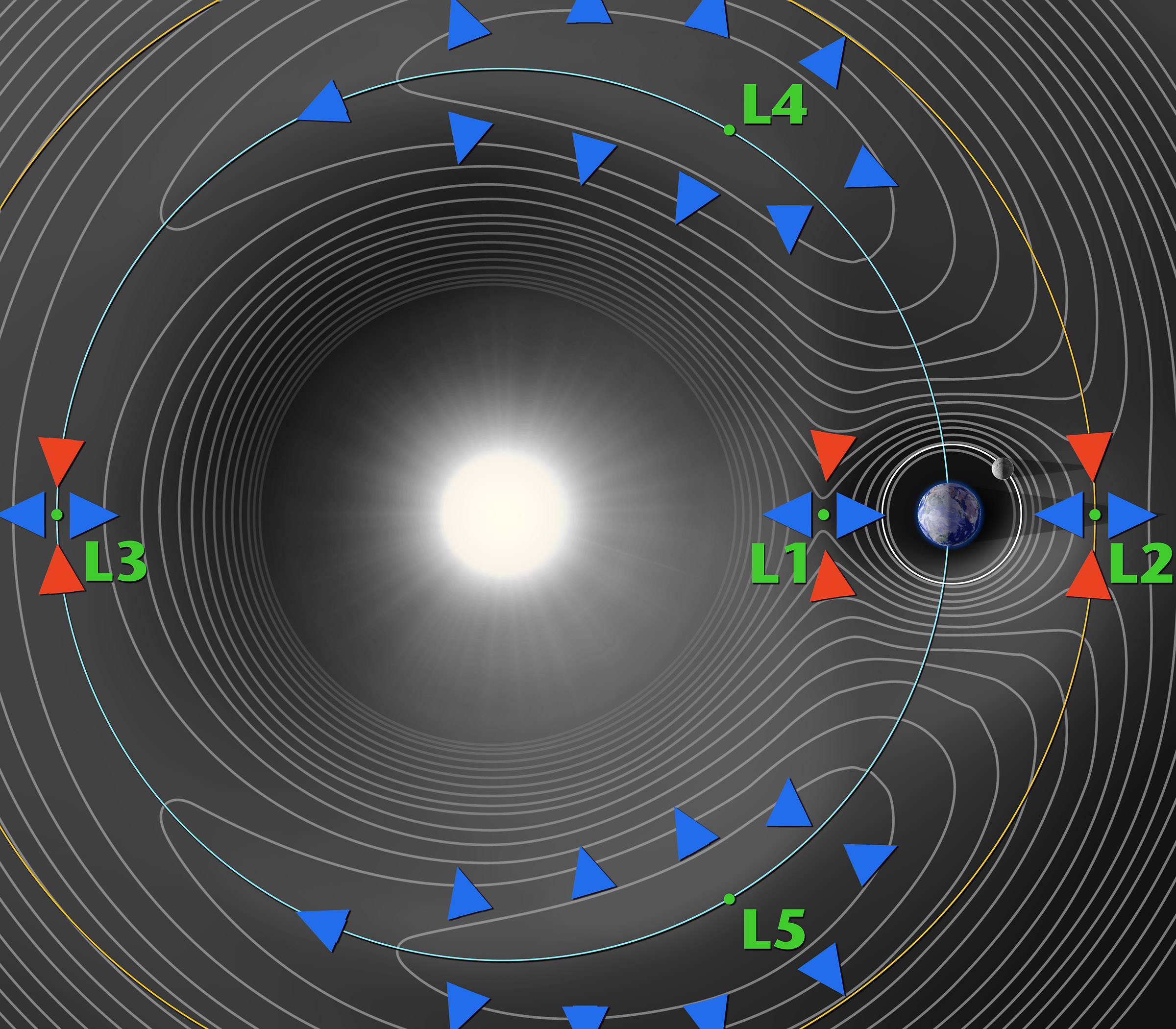
Точки Лагранжа

Был запущен с космодрома Куру в 13:12 14 мая 2009 года на борту ракеты «Ариан-5», вместе с ним той же ракетой был запущен орбитальный инфракрасный телескоп «Гершель».
26 ноября 2010 года «Планк» за 15 месяцев работы успешно завершил основную часть миссии и перешёл к расширенной части, во время которой спутник продолжил обзор неба до исчерпания охлаждающего приёмник жидкого гелия в январе 2012 года.
23 октября 2013 года из центра управления полетами ЕКА была отправлена последняя команда, на выключение телескопа. На компьютер «Планка» перед выключением была загружена программная «заплатка», которая навсегда блокировала систему управления, чтобы никакой сигнал не мог случайно включить аппарат снова. Также это необходимо, чтобы телескоп своими сигналами не создавал помех, которые могут помешать исследователям и ввести их в заблуждение.

## Результаты

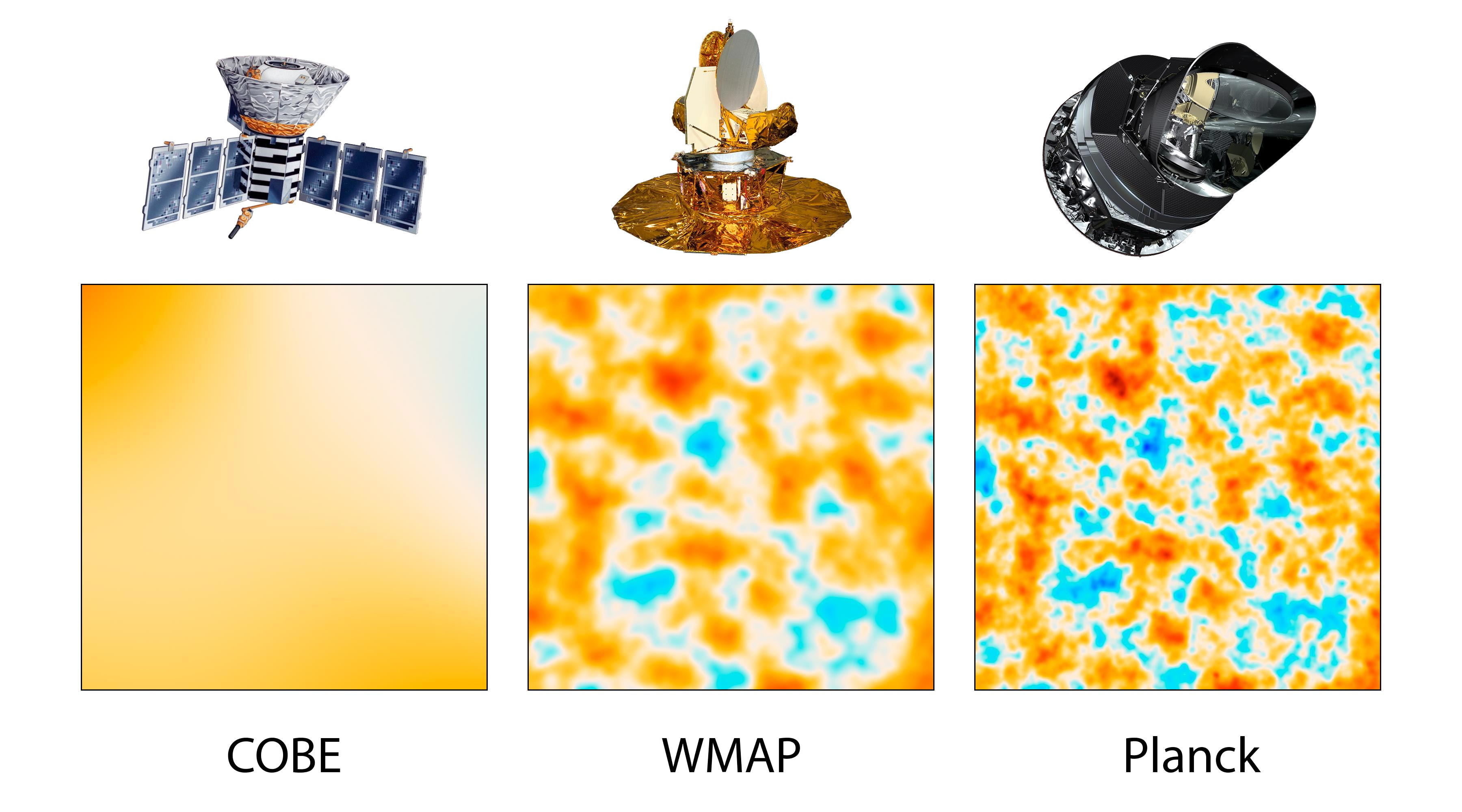
Сравнение изображений реликтового излучения, полученных обсерваториями COBE, WMAP и «Планк».

С 10 по 14 января 2011 года в Париже прошла конференция, посвящённая первым научным данным, полученным со спутника. В это же время были опубликованы первые результаты, полученные из наблюдений обсерватории.
Окончательные результаты, полученные в результате миссии, были опубликованы 21 марта 2013 года.:
- По данным «Планка», мир состоит на 4,9 % из обычного (барионного) вещества (предыдущая оценка — по данным WMAP — 4,6 %), на 26,8 % из тёмной материи (против 22,4 %) и на 68,3 % (против 73 %) из тёмной энергии.
- уточнена постоянная Хаббла; новое значение H0 = 68 км/c/Мпк (то есть с момента большого взрыва прошло 13,80 млрд лет; предыдущая оценка — 70 км/c/Мпк — соответствовала 13,75 миллиарда лет).
- Из анализа полученных данных удалось более уверенно установить количество типов нейтрино — три типа (электронное, мюонное и тау-нейтрино).
- «Планк» подтвердил наличие небольшого отличия спектра первоначальных возмущений материи от однородного (спектральный индекс 0,96), что является важным результатом для инфляционной теории, которая является на сегодняшний день основополагающей[уточнить] теорией первых мгновений жизни Вселенной.

Часть данных, по состоянию на конец марта 2013, ещё до конца не проанализирована, в частности — данные по поляризации микроволнового фона, анализ которых, возможно, позволит обнаружить следы реликтовых гравитационных волн.